# سید مسعود منفرد نیاکی
سید مسعود منفرد نیاکی (۱۸ بهمن ۱۳۰۸ – ۶ مرداد ۱۳۶۴) سرهنگ نیروی زمینی ارتش ایران و جانشین فرمانده نیروی زمینی ارتش ایران بود که از ۱۳۶۰ تا ۱۳۶۳ فرماندهی لشکر ۹۲ زرهی اهواز را نیز برعهده داشت. او در جنگ ایران و عراق در عملیات‌های طریق‌القدس، فتح‌المبین، بیت‌المقدس، والفجر و رمضان حضور داشت. وی در مردادماه ۱۳۶۴ در خلال اجرای رزمایش آموزشی، بر اثر اصابت ترکش خمپاره خودی در نزدیکی سد کرج کشته شد.

## زندگی‌نامه
سید مسعود منفرد نیاکی در تاریخِ ۱۸ بهمنِ ۱۳۰۸ در روستای نیاک آمل زاده شد. در سال ۱۳۳۱، پس از اخذ مدرک دیپلم متوسطه در رشته علوم طبیعی، وارد دانشکدهٔ افسری ارتش شد و در سال ۱۳۳۴ با درجه ستوان دومی، فعالیت رسمی در ارتش شاهنشاهی ایران را در رسته زرهی آغاز کرد. وی در سمت‌های مختلف فرماندهی در یگان‌های رزمی ارتش به انجام وظیفه پرداخت و مدارج تحصیلی را از دوره مقدماتی و عالی زرهی، تا دوره فرماندهی و ستاد و دانشکده پدافند ملی، با موفقیت پشت سر گذاشت و در سال ۱۳۵۵ درجه سرهنگی دریافت نمود.
پس از وقوع انقلاب، در سال ۱۳۵۹ به سمت فرمانده لشکر ۸۸ زرهی زاهدان و در سال ۱۳۶۰ به سمت فرمانده لشکر ۹۲ زرهی اهواز منصوب گردید. وی در مسئولیت‌های فرماندهی در عملیات‌های طریق‌القدس، فتح‌المبین، بیت‌المقدس، والفجر و رمضان حضور داشت و در سمت فرماندهی لشکر ۹۲ زرهی خوزستان و فرمانده قرارگاه فتح در جنگ ایران و عراق ایفای نقش نمود. در آن دوره منفرد نیاکی از سوی علی صیاد شیرازی به جانشینی فرماندهی نیروی زمینی ارتش در جنوب کشور منصوب گردید و در طراحی عملیات‌های رزمی در جنگ ایران و عراق، نقش مؤثری ایفا نمود. منفرد از جمله فرماندهان ارتش بود، که در عملیات‌های مربوط به نبرد خرمشهر، حضوری فعال داشت.
اودر دوم دی ماه ۱۳۶۳ با حکم سید علی خامنه‌ای (رئیس‌جمهور وقت) به ستاد مشترک ارتش جمهوری اسلامی ایران منتقل و به عنوان جانشین اداره سوم ارتش مشغول به فعالیت شد. در جریان عملیات بیت‌المقدس منفرد نیاکی با اینکه به هنگام شروع عملیات در تاریخ نهم اردیبهشت ۱۳۶۱، خبر فوت دخترش را به او می‌دهند، حاضر به ترک جبهه‌های جنگ نمی‌شود و با استفاده از طرح‌های ابتکاری و نبوغ نظامی خود نیروهای مسلح را در آزادسازی خرمشهر یار می‌کند.

## سوابق نظامی
مسعود منفرد نیاکی در سال ۱۳۳۱ وارد دانشکده افسری ارتش شد و از ۱۳۳۴ با درجه ستوان دومی، فعالیت رسمی در ارتش شاهنشاهی ایران را آغاز کرد و در سال ۱۳۵۵ به درجه سرهنگی رسید. او در طول جنگ ایران و عراق، از ۱۳۵۹ تا ۱۳۶۰ فرمانده لشکر ۸۸ زرهی زاهدان و از ۱۳۶۰ تا ۱۳۶۳ نیز فرمانده لشکر ۹۲ زرهی اهواز بود. منفرد نیاکی در دوره‌ای نیز فرماندهی قرارگاه فتح و جانشینی فرمانده نیروی زمینی ارتش در جنوب را برعهده داشت.
وی در دی‌ماه ۱۳۶۳ جانشین اداره سوم ستاد مشترک ارتش جمهوری اسلامی ایران شد و در تاریخ ۶ مرداد ۱۳۶۴ هنگام اجرای رزمایش توسط لشکر ۵۸ تکاور ذوالفقار، بر اثر اصابت ترکش خمپاره نیروهای خودی، کشته شد. او پس از مرگ به درجه سرلشکری ارتقا یافت.

## تحصیلات
- دوره مقدماتی رسته زرهی در دانشگاه افسری نیروی زمینی ارتش
- دوره عالی رسته زرهی در دانشگاه افسری نیروی زمینی ارتش
- دوره دافوس ارتش در دانشگاه فرماندهی و ستاد آجا
- دوره علوم استراتژیک در دانشگاه عالی دفاع ملی

## مسئولیت‌ها
- معاون تیپ ۳ لشکر ۸۱ زرهی کرمانشاه: از ۱۳۵۴ تا ۱۳۵۷
- سرپرست تیپ ۳ لشکر ۸۱ زرهی کرمانشاه: از ۱۳۵۷ تا ۱۳۵۹
- فرمانده لشکر ۸۸ زرهی زاهدان: از ۱۳۵۹ تا ۱۳۶۰
- فرمانده لشکر ۹۲ زرهی اهواز: از ۱۳۶۰ تا ۱۳۶۳
- فرمانده قرارگاه فتح در چند عملیات در خلال جنگ ایران و عراق
- جانشین فرمانده نیروی زمینی ارتش در جنوب
- جانشین اداره سوم ستاد مشترک ارتش جمهوری اسلامی ایران: از ۱۳۶۳ تا ۱۳۶۴[۹]

## کشته شدن
مسعود منفرد نیاکی در تاریخ ۶ مرداد ۱۳۶۴ به عنوان نماینده ستاد مشترک ارتش و ناظر بر عملیات لشکر، در رزمایش آموزشی لشکر ۵۸ تکاور ذوالفقار، که در شرایط و مهمات جنگی در حوالی سد کرج اجرا گردید، شرکت نمود و در این رزمایش بر اثر اصابت ترکش خمپاره خودی کشته شد.
منفرد نیاکی همیشه کارتی در جیب خود به همراه داشت که روی آن نوشته شده بود، اگر زمانی در حین خدمت، جانم را از دست دادم و قرار شد ارتش مرا به خاک بسپارد، هر جا که برای ارتش راحت‌تر و ارزان‌تر است، مرا خاک کند. وی در قطعه ۲۶ بهشت زهرا به خاک سپرده شد.

## یادبودها

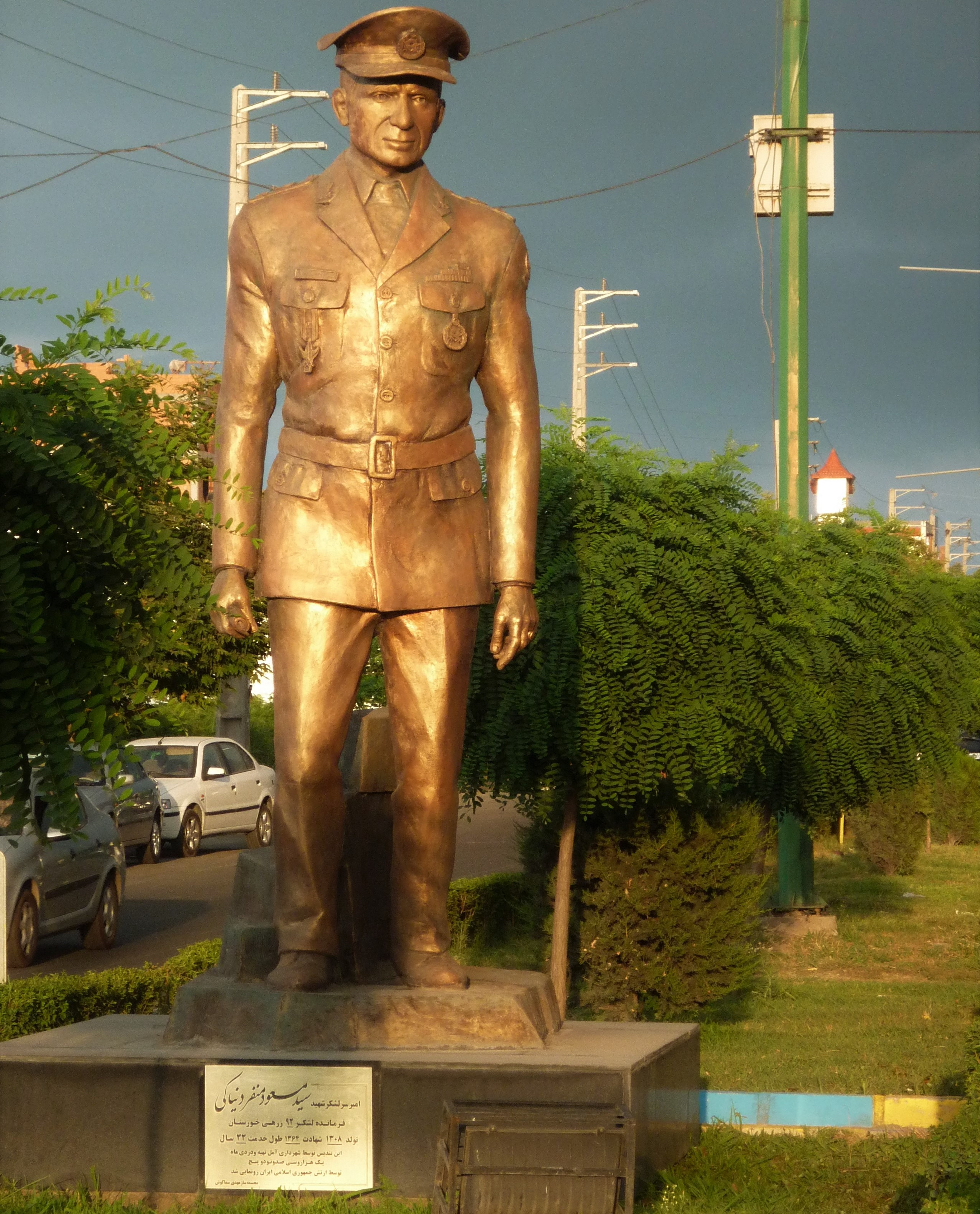
تندیس منفرد نیاکی در شهر آمل

- در شهر آمل؛ محل زادگاه مسعود منفرد نیاکی، بلواری به نام او نام‌گذاری و تندیسی از وی نیز در آن محل نصب شده است.
- در تهران بوستانی در خیابان شریعتی، به یادبود منفرد نیاکی نام‌گذاری شده است.[۱۲]
- در تهران و در محله سعادت‌آباد، در سال ۱۴۰۱ خیابان کوهستان به نام منفرد نیاکی تغییر نام داده شد. خیابان کوهستان خیابانی است که در آن مجتمع مسکونی کوهستان متعلق به ارتش جمهوری اسلامی ایران به تعداد ۱۳۵۷ واحد ساخته شده است.
- در کرج خیابانی در محله دهقان‌ویلا به نام او نام‌گذاری شده است.
- در اهواز بیمارستانی با عنوان بیمارستان ۵۷۸ مسعود منفرد نیاکی، در کنار پادگان لشکر ۹۲ زرهی، به یاد وی، نام‌گذاری شده است.
- مرکز آموزش‌های تکاوری مازندران به نام سرلشگر مسعود منفرد نیاکی نامگذاری شد.
- کتاب زندگی‌نامه مسعود منفرد نیاکی، تحت عنوان ردپای پیر، به قلم علیرضا پوربرزگ وافی، توسط انتشارات خادم‌الرضا و به سفارش هیئت معارف جنگ، به چاپ رسیده است.[۱۳]
- فیلم مستند؛ آخرین فصل عشق، به سفارش نیروی زمینی ارتش و با محوریت؛ شرح چگونگی تدوین کتاب پدر بزرگ شامل زندگی‌نامه مسعود منفرد نیاکی، ساخته شده است، که این مستند از شبکه سوم سیما پخش گردید.[۱۴]
- مستند رد پای مرد.
- مستند نیمه پنهان ماه.

## جایزه‌ها و نشان‌های افتخار
این بخش شامل نشان‌ها و جایزه‌های رسمی امیر مسعود منفرد نیاکی است که بر روی لباس همسان او نصب می‌شود ولی جایزه‌های غیرنظامی و غیررسمی را دربر نخواهد گرفت.

### آرم‌ها
| آرم‌های سینه             |     |
| چتربازی درجه دو         |     |
| دانشگاه فرماندهی و ستاد | آجا |

| آرم‌های بازو |
| نزاجا       |

### نوار نشان‌ها
|  |  |  |
|  |  |  |
|  |  |  |

### نام نشان‌ها
| نشان فتح درجه دو       | نشان لیاقت   |                   |
| دوره دافوس             | نشان ایثار   | نشان فداکاری ارتش |
| دوره دوم دانشگاه افسری | دوره مقدماتی | دوره عالی         |